# آلیس کل
آلیس کل (انگلیسی: Alice Kell; ۲۴ ژوئن ۱۸۹۸ – ۲ دسامبر ۱۹۷۲) بازیکن سابق فوتبال اهل انگلستان بود. او اولین کاپیتان باشگاه فوتبال زنان دیک کر یکی از اولین تیم‌های مطرح فوتبال زن در جهان بود.